# 新上五島町立神之浦小学校
新上五島町立神之浦小学校（しんかみごとうちょうりつ こうのうらしょうがっこう）は長崎県南松浦郡新上五島町東神ノ浦郷にあった公立小学校。2009年（平成21年）3月末をもって閉校した。

## 概要
歴史
1873年（明治6年）創立。2009年（平成21年）3月末をもって創立136年の歴史に幕を下ろした。
校区
中学校区は新上五島町立有川中学校。
校章
海の波を図案化したものを背景にして、中央に校名の「神之浦」の文字（縦書き）を置いている。
校歌
1961年（昭和36年）に制定。作詞・作曲ともに川下寅之助による。歌詞は3番まであり、校名は歌詞中に登場しない。

## 沿革
- 1873年（明治6年）8月1日 - 神之浦への太田小学校分校の設置が認可される。
- 1874年（明治7年） - 「奈良尾東部学区公立太田小学校神之浦分校」が天満神社の敷地に開校。
- 1876年（明治9年）3月1日 - 校舎を改築。
- 1878年（明治11年）11月1日 - 統合により「有川学区公立有川小学校神之浦分校」となる。
- 1879年（明治12年）- 郡制の施行により神之浦は南松浦郡奈良尾村に属すこととなる。
- 1885年（明治18年）- 太田・阿瀬津・鯛之浦・神之浦が合併し、東村が発足。
- 1886年（明治19年）9月 - 小学校令の施行により「簡易神之浦小学校」に改称。修業年限を3年とする。
- 1889年（明治22年）4月 - 町村制の施行により、東村が有川村に統合される。これにより有川村立の小学校となる。
- 1893年（明治26年）4月 - 「神之浦尋常小学校」に改称。修業年限を4年とする。
- 1896年（明治29年）10月11日 - 校舎を改築。
- 1907年（明治40年）4月 - 小学校令の改正で義務教育年限が4年から6年に延長されたため、尋常科5年を新設。
- 1908年（明治41年）4月1日 - 尋常科6年を新設。
- 1914年（大正3年）5月29日 - 現在地に移転。
- 1915年（大正4年）11月26日 - 「東神之浦尋常小学校」に改称（頭に「東」が付される）。
- 1924年（大正13年）- 校舎を増築。
- 1934年（昭和9年）10月17日 - 有川町の発足により、有川町立の小学校となる。
- 1935年（昭和10年）4月1日 - 校舎を増築。
- 1941年（昭和16年）4月1日 - 国民学校令の施行により、「有川町東神之浦国民学校」に改称。尋常科を初等科に改める（初等科6年）
- 1947年（昭和22年）
  - 4月1日 - 学制改革（六・三制の実施）が行われ、国民学校の初等科が改組され「有川町立東神之浦小学校」（修業年限6年）となる。
  - 4月23日 - 新制中学校「有川町立東神之浦中学校」（修業年限3年）が併設される。
- 1949年（昭和24年）9月 - 校舎を増築。
- 1950年（昭和25年）3月31日 - 「有川町立神之浦小学校・中学校」に改称（「東」が除かれる）。
- 1956年（昭和31年）11月4日 - へき地集会所が完成。
- 1958年（昭和33年）9月 - 校歌を制定。
- 1960年（昭和35年）1月15日 - 神ノ浦郷からの寄贈で学校植林地が設置される。
- 1961年（昭和36年）3月15日 - 校旗を制定。
- 1962年（昭和37年）
  - 3月1日 - ミルク給食を開始。
  - 4月 - 児童数が最大の142名を記録。
  - 10月2日 - 運動場を拡張。
- 1967年（昭和42年）7月7日 - 集中豪雨により甚大な被害を受ける。
- 1969年（昭和44年）
  - 2月28日 - 新校舎が完成。
  - この年 - 船隠通学船発着所が整備される。
- 1972年（昭和47年）
  - 1月 - 完全給食を開始。
  - 7月10日 - 第二運動場が完成。
- 1974年（昭和49年）12月2日 - 特別教室が完成。
- 1975年（昭和50年）
  - 7月1日 - 校門を移転完了。
  - 12月 - 体育館が完成。
- 1976年（昭和51年）1月 - ブロンズ像「考える人」が完成。
- 1977年（昭和52年）1月20日 - イクセル像が完成。
- 1978年（昭和53年）12月14日 - 管理棟を増築。
- 1997年（平成9年）3月31日 - 有川町立神之浦中学校が閉校（有川中学校へ統合）。これにより小学校単独校となる。
- 2004年（平成16年）8月1日 - 新上五島町の発足により、「新上五島町立神之浦小学校」に改称。
  - 所在地の表記が「有川町神ノ浦郷」から「新上五島町東神ノ浦郷」に変更となる[1]。
- 2009年（平成21年）3月31日 - 新上五島町立東浦小学校に統合され閉校。

## アクセス
最寄りの国道・県道
- 長崎県道22号有川奈良尾線

## 参考資料
- 「有川町郷土誌」（1994年（平成6年）2月20日発行, 有川町郷土誌編集・編纂委員会）p.662-
- 「新上五島・神之浦小136年の歴史に幕 12人巣立ち校旗返納」（長崎新聞, 2009年（平成21年）3月25日号）